# Brån
Brån (västerbottniska Bröön /brɞ́ːɳ/) är en by i Vännäs kommun i Västerbotten belägen längs länsväg 554, 1-2 kilometer sydöst om Vännäsby. Söder om Brån finns Brånsjön som är ett naturreservat sedan 1970. Björkallén genom byn är en av de längsta i Sverige och planterades med start 1923. Under slutet av 1900-talet påbörjades en omplantering.
Ordet 'brån' betyder troligen avbränt skogsområde som sekundärt även kommit att betyda stenig mark som ligger högt och torrt.

## Jordbruk och boskapsskötsel i Brån från 1500-talet och till idag
Vid sammanflödet av Vindelälven och Umeälven fanns redan under senmedeltiden bondbyar, däribland Brån som låg på en ås nära Umeälven. Under 1500-talet bodde där fem bondefamiljer, vilket framgår av skattelängder och jordaböcker. Den uppodlade åkermarken uppgick då till omkring 10 hektar, med djurhållning av mjölkkor, getter, får, svin och hästar. Fiske och jakt var vanliga bisysslor. Översvämningar inträffade regelbundet, omkring 20 gånger under 1600- och 1700-talet, vilket både orsakade skador och tillförde näringsrikt slam. Utvecklingen var långsam på grund av kallare klimat, missväxtår och utskrivningar av unga män till krigen. I slutet av 1700-talet fanns sju bönder i byn.
Det äldsta hemmanet i Brån har tillhört samma släkt från 1500-talet till slutet av 1900-talet, med byggnader från omkring 1750. Namnen Sven Larsson och Lars Svensson återkom växelvis i sex generationer.
Efter laga skifte på 1800-talet ökade jordbruksarealen till cirka 250 hektar och byn omfattade 19 brukningsenheter. Av brandrisk flyttades nio gårdar från den tätbebyggda älvplatsen till nya skiften. Omkring 250 personer bodde då i byn. Brånsmejeriet, ett av Västerbottens större andelsmejerier, verkade 1872–1918 och producerade ostar av hög kvalitet.
Under tidigt 1900-tal infördes fossila bränslen, handelsgödsel och nya redskap som hästdragna plogar, såmaskiner och harvar. Traktor och mjölkmaskin tillkom på 1920-talet. Skola startade 1910 och el- och telenät byggdes ut under 1920-talet. Skyddsvallar mot Umeälven uppfördes 1939, och redan 1921 hade täckdikning inletts.
Omkring 1950 uppgick åker- och ängsarealen till cirka 500 hektar, och byn hade då 50 jordbrukande familjer och 320 invånare. Växelbruk bedrevs med korn, havre och vall. Djurbeståndet bestod av cirka 380 mjölkkor, 42 arbetshästar samt grisar och höns. Vid denna tid fick Brån epitetet ”Västerbottens kornbod”.
Under 1950-talet försämrades jordbrukets lönsamhet, och byn valdes ut för koncentrerad rationalisering. Staten köpte 137 hektar åkermark och 355 hektar skogsmark som såldes vidare till ett tiotal bönder. Fyra gårdar byggdes om till större enheter med moderniserade ladugårdar och utökad maskinpark, med statligt stöd på 50 procent.

## Skogen och skogsbruket
Skogarna i anslutning till byn i väster består främst av blåbärsgranskog med påtagligt inslag av tall och björk och andra lövträd. Större delen av skogsområdet är bergigt med myrar, bäckar och en mindre sjö, Sidensjön. Från 1500-talet och fram till början 1800-talet nyttjades skogen i huvudsak för kreatursbete, vedhuggning och uttag av byggnadstimmer. Bärplockning och småviltjakt förekom förstås också.
Den bygemensamma skogen, ca 1400 ha, delades upp på enskilda hemman i början av 1850-talet och började då också användas i mindre omfattning för bränning av kolmilor och tjärdalar. Alla skogsuttag gjordes på den tiden med handverktyg och med draghästar, främst under vintern. Under början av 1900-talet fortsatte bönderna denna utveckling och med plockhuggning och gallring, för bönderna i Brån har skogen alltid varit en viktig bisysselsättning särskilt i svåra tider. De första små kalavverkade områdena började göras med motorsåg under början av 1960-talet.
Därefter har under 1980-talet trakthyggesbruket med skogsprocessorer varit det helt dominerande  avverkningssättet. På detta har följt markberedning och plantsättning och senare gallring av lövsly. Denna brukningsform har stört många känsliga miljöer och generellt minskat den biologiska mångfalden i hela skogsområdet. Idag är stora delar av den äldre skogen avverkad och på väg att växa upp till ny planterad eller självsådd tall- och granskog.

## Kvinnoföreningar i byn
Flertalet av den omfattande föreningsverksamheten i Brån under 1900-talet hade koppling till jordbruket på olika sätt. Några föreningar enbart riktade till kvinnor och flickor bildades under 1950-talet. Ett 20-tal kvinnor samlades under åren 1960 till 1982 i föreningen Svenska  landsbygdens Kvinnoförbund (SLKF). I slutet bytte föreningen namn till Centerns kvinnoförbund (CKF). Mötena hölls i skolan  eller hemma hos deltagarna. Under sommarmånaderna gjordes uppehåll då arbete med lantbruket och hushållsarbetet tog all tid.
Under åren 1955 till 1960 kunde flickor delta i Solglimten som anordnades av Evangeliska Fosterlandsstiftelsen (EFS). Ledaren läste religiösa berättelser och flickorna handarbetade. Man samlades hemma hos varandra och det bjöds på choklad, saft och bullar. Även söndagsskola drevs från mitten av 1950-talet och fram till ca 1980 av några kvinnor i byn.